# 沙通納耶
沙通納耶是瑞士的城鎮，位於該國西部，由弗里堡州負責管轄，面積6.31平方公里，海拔高度692米，2011年人口752，七成人口信奉羅馬天主教，人口密度每平方公里119人。

## 外部連結
- Official website （页面存档备份，存于） （法文）